# 바르트워미에이 드롱고프스키
바르트워미에이 드롱고프스키(폴란드어: Bartłomiej Drągowski, 1997년 8월 19일 ~ )는 폴란드의 축구 선수로, 현재 이탈리아 세리에 A의 스페치아 칼초에서 골키퍼로 뛰고 있다.